# 梅斯維爾 (伊利諾伊州)
梅斯維爾（英語：Maysville）是位於美國伊利諾伊州派克縣的一個非建制地區。該地的面積和人口皆未知。

## 地理
梅斯維爾的座標為39°42′27″N 90°47′57″W / 39.70750°N 90.79917°W，而該地的平均海拔高度為216米（即709英尺）。